# Калья (поселение)
Калья (ивр. קַלְיָה‎) — израильское поселение и кибуц, расположенное на Мёртвом море. Административно относится к региональному совету Мегилот-Ям-ха-Мелах. Население составляет около 300 человек.

## История
Поселение было основано в 1929 году. Сначала здесь жили работники химического предприятия, открытого на Мёртвом море. В 1948 году иорданцы разрушили его, но израильтяне затем восстановили в 1968 году, как военное поселение и через несколько лет снова как гражданское поселение.

## Экономика
Сельское хозяйство (молочные продукты, помидоры-черри, арбузы) финики и туризм. Туристов привлекают пляж на Мёртвом море и возможность остановиться в киббуце для отдыха по пути в Эйн-Геди.

## Население
По данным Центрального статистического бюро Израиля, население на начало 2020 года составляло 438 человек.